# Valérie Devaux (femme politique)
Ne pas confondre avec Valérie Devaux-Galli, escrimeuse française.
Valérie Devaux, née le 19 juin 1964, est une femme politique française, conseillère départementale de la Somme depuis 2021 et députée européenne élue en 2024. 

## Biographie
Valérie Devaux s'est engagée très tôt en politique et a soutenu Valéry Giscard d'Estaing, aux côtés de son père, Michel Devaux, conseiller municipal d'Amiens pendant vingt-cinq ans, de 1983 à 2008, bras droit de Gilles de Robien et, pendant vingt ans, son adjoint à la mairie puis son vice-président à la Métropole, en charge au fil des années, des Relations Internationales, de la Police Municipale, des Pompiers et des Sports,. Comme son père, elle a beaucoup milité sur le terrain, au sein de l'UDF puis de l'UDI. 
Elle est professeur certifié d'espagnol, mère de quatre enfants, présidente d'honneur de l'association des amis de Brigitte Fouré et a été l'assistante parlementaire du député de la Somme, Alain Gest.
Conseillère municipale d'Amiens dès 2014, elle est déléguée au Commerce jusqu'en 2017, puis déléguée au Secteur Ouest, de 2017 à 2020, et adjointe au maire, déléguée au Secteur Sud, de 2020 à juin 2024.

Aux élections européennes de 2024, elle est candidate en 11e position sur la liste de la majorité présidentielle Besoin d'Europe, où elle représente l'UDI. Elle est élue députée européenne le 9 juin 2024.

La loi rendant impossible le cumul de trois mandats, elle choisit de démissionner de son mandat de conseillère municipale et de conserver celui de conseillère départementale,.
Au sein du parlement européen, elle est membre titulaire des Commissions "Transports" et "Droits des femmes" et membre suppléante de la Commission "Emploi et affaires sociales",. Elle est également membre de la Délégation pour les relations avec les pays d'Amérique centrale et de la Délégation à l'Assemblée parlementaire euro-latino-américaine.